# هتل بل

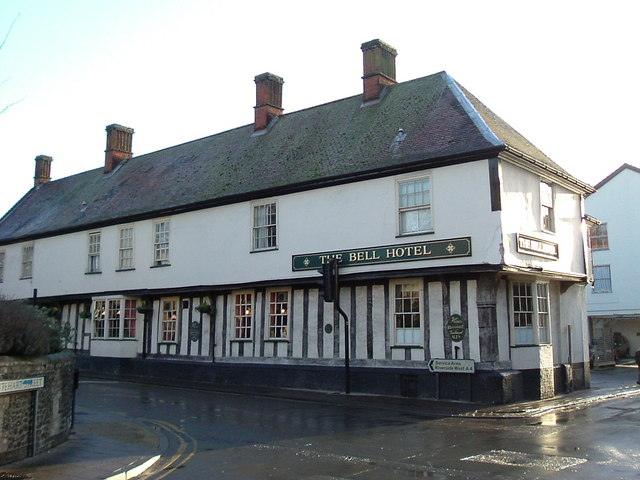
نگاره‌ای از نمای بیرونی هتل بل تتفورد - ۲۰۰۵

هتل بل (به انگلیسی: Bell Hotel) یک هتل سه ستاره در محلهٔ کاونت گاردن در شهرک تتفورد، نورفک در انگلستان است. بر اساس اسناد موجود، این هتل در سال ۱۴۹۳ برای اولین بار فعالیت کرد. هتل بل یک رستوران را هم در خود جای‌داده و ۴۶ اتاق دارد.